# Историја Јевреја у Пироту
На подручју пиротског округа није се дошло до доказа о животу Јевреја у римском периоду па се не зна када су се тачно населили у тим крајевима. Пресудна година званичног насељавања Балканског полуострва Јеврејима јете 1492. година односно 1496. по одобрењу султана Бајазита II. Велике групе Јевреја који су имали своје храмове били су насељени углавном у Једрену, Цариграду, Софији, Солуну и Београду.
Тек је један судски протокол јеврејског суда из Видина потврдио присуство Јевреја у Пироту. Тада су три Јеврејина из Софије и један чауш убијени и опљачкани на путу за Видин док су се налазили у околини града. Ова вест је стигла до јеврејског суда у Видину захваљујући јеврејском судији из Пирота.
Постоји запис о улози дубровачких трговаца у развоју балканске трговине, говори да се пиротски Јевреји током XVII века јављају као значајни трговачки посрединци између дубровачких трговаца и локалног становништва.
Путописац и историограф из Хабзбуршке монархије, Герард Корнелијус Дриш је забележио у свом дневнику 1718. године да је Пирот насељен муслиманима, Расима, Грцима, Јеврејима и Јерменима. Трговали су међусобно а роба се састојала од хране и одеће.
Јевреји су се у Пироту прво насељавали у делу града Пазар. Тијабара је била још увек ненасељена тј. мочвара. Јеврејска оштина се образовала када је у граду постојало око 20 породица.
Према попису становништва из 1879. године, Пирот је имао 8183 становника од којих је било 360 Јевреја.
За време Турака, османлије су дозволиле Јеврејима у XIX веку да буду део њихових ограна власти са веома малим овлашћењима. Око 1872. године, Турци су установили још једно надлештво беледие које је бринуло о уређењу вароши а у чији је састав улазио по један човек из сваке народности.
Јевреји су могли имати своје винограде, њиве, ливаде ако су уредно извршавали своје пореске обавезе: харач, десетек и вергију.
Пиротски Јевреји су углавном живели од сарафлука, неки од њих су продавали опанке и кириџијали.
Пиротски крај су ослобођени турске власти 16/28. децембра 1877. године али се Јевреји не помињу у том догађају. Одмах сутрадан је наређено да се направи провизорна болница па су изабране 4 турске и једна јеврејска кућа чији су власници побегли неколико дана раније. Власник ове јеврејске куће је био рабин Хаџи Маир који је оставио пуну кућу ствари и драгоцености. Није познато због чега је пребегао уочи доласка српске војске али се вратио јуна 1878. године ге се помиње као члан скупштине Пирота.
Раздобље мира ће нарушити Српско—бугарски рат 1885. године. Бугарски кнез Александар I Батенберг је одсео у Пироту где је изабрао гостионицу јеврејина Рабена кога су бугарски војници мучки тукли до крви јер није хтео да затвори своју кафану Код српског краља. Рабен је дошао до просјачког штапа јер су му Бугари покрали све што је имао у гостионици. Бугарска војска је оставила пустош за собом, пљачкали су, силовали и убијали. Оскрнављене су не само цркве већ и џамије и синагоге. Младе Јеврејке су бежале у Бугарску сматрајући да их непријатељи неће тражити тамо.
Нису сви Јевреји били имућни у пиротском крају, много их је остало без кућа и дућана па су живели по изнајмљеним кућама и становима.
Пиротско начелство је извршило попис опорезоване главе у Пироту и округу пиротском које су плаћале порез за 1891. годину и ту је било места за 10 места које су заузимали јеврејски грађани.
Због предузимљивог духа и угледа, многи пиротски Јевреји су били укључени у разна оснивачка тела и управне органе фирми и друштва који су настајали крајем XIX и почетком XX века.

### Пиротски Јевреји у ратовима 1912 — 1918
Не може се јасно утврдити број Јевреја Пироћанаца који су учестовали у ратовима као ни број погинулих. У списку погинулих ратника у том периоду, међу 6497 имена нема имена страдалих Јевреја.
Последње бугарске окупационе власти су напустиле Пирот преко ноћи 10. октобра 1918 а три дана касније је ушла савезничка војска. У Одбору за дочек ослободилаца налазило се 16 виђенијих људи међу којима је био и Марко Сид, Јеврејин из Пирота, трговац.

### Пиротски Јевреји у Другом светском рату
У току бугарске окупације у Другом светском рату, одлучено је да се небугарским Јеврејима придруже и бугарски Јевреји који су сметали бугарској власти. Комесари за јеврејска питања у Бугарској су прценили да могу сакупити 20 000 Јереја и допринети Фиреровој жељи да их уништи. По предлозима комесара, јеврејско становништво старости од 17 до 46 година је требало послати у радне логоре.
Пиротска јеврејска општина под бугарском влашћу је веома кратко задржала своју самосталност и организацију коју су чиниле синагога, школа и Савет. Године 1942. године у Пироту је формиран орган за јеврејска питања. Моше Израел Леви је био постављен за руководиоца Савета. Јеврејска конзисторија је октобра исте године добила наређење од пиротске управе да им се забрањује одлазак на пијацу суботом пре 11 часова и да не смеју се налазити са сељацима ван насеља. Убрзо је из софијског комесаријата стигло наређење да сви Јевреји морају носити Давидову звезду те је свим лицима који су је носили био дозвољен приступ у одређене гостионице у граду.
Мушкарци Јевреји су добили наређење да копају рупе за садњу липа без накнаде у року од 10 дана од почетка марта док је бугарски окупациони лист ову акцију назвао Улепшавањем града а Јевреје назвао радницима.
Године 1943. је добијено обавештење да сви пиротски Јевреји морају престати да се баве својим професијама јер се сва лица јеврејског порекла у новоослобођеним земљама не сматрају бугарским држављанима и као такви не могу да обављају делатности.
Досељавање бугарских Јевреја у Пирот је почело последњих дана фебруара и почетком марта 1943. године и живели су по кућама пиротских Јевреја. Бугарске власти су направиле списак јеврејских породица које су могле да приме бугарске Јевреје. Било је предвиђено да се досели 57 лица, махом из Софије али према каснијим извештајима, број је био мањи.
Припреме за хапшења Јевреја у Пироту се држало у тајности све до тог дана. Године 1943. 12. фебруара између 5 и 6 часова ујутру, пред сваком јеврејском кућом је био полицајац чији је задатак био да спроведе породицу до фискултурне сале Гимназије. Пре уласка у салу, морали су да предају све своје драгоцености. Тамо су провели скоро 7 дана без хране и без покривача. Били су мучени у сали. Укупна вредност одузетих ствари била је 388 647 лева док су полицајци накнадно узели још 21 456 лева. Новац је отишао у Бугарску народну банку у Пироту. Тако је фискултурна сала постала јеврејски логор. Пироћанци су долазили за то време и посећивали своје пријатеље и комшије у логору и преко ограде им пребацивали храну, цигарете и воду. Осмог дана заточеништва им је саопштено да ће бити депортовани у Пољску са Јеврејима из Тракије. Сутрадан су српски Јевреји испраћени до железничке станице. Укупно је било 158 људи. Возом су одвезен до Лома а одатле путовали паробродима Дунавом до Беча а онда возом поново до Треблинке где су сви страдали.
После расформирања логора у Гимназији, бугарски Јевреји су добили наређење да се спакују и оду у Бугарску августа 1943. године.
Касније је образована комисија која је пописивала непокретну имовину Јевреја у Пироту. Када је попис завршен и куће поново закључане, кључеви су однети у пиротску управу. Неки од представника власти су за себе изабрали неке од најлепших кућа и задржали их. После пописа је основана комисија за продају имовине. Свака продаја је била јавна испред самих кућа. Куповало се лицитирањем неке поједине скупе ствари су се појединачно продавале.
После рата, у град су се вратили Аврам Самуил Аврамовић књиговођа и Исак Туви Јусефовић апотекар. Аврамовић је био у избеглиштву и када се вратио задржао се до 1960. године када се одселио у Израел. Јусефовић је дочекао пензију у Пироту а онда се одселио у Београд.
Њих двојица су давали податке о својим сународницима који су убијени или нестали у рату. Исељавањем ових породица, Пирот је остао без Јевреја.

### Остаци јеврејског живота у Пироту
Синагога која је била у Пироту је срушена 1958. године.
Постојало је само једно јеврејско гробље у Пироту на брду Сарлах које је данас под шумом и тешко га је наћи. Последња сахрана на овом гробљу је приређена 1943. године. Пиротски музеј чува остатак надгробне плоче јеврејског рабина — Шлома бен Гершона Кова из 1739. године.
Куће пиротских Јевреја се налазе данас углавном у Јеврејској улици, улици Војводе Степе, улици Српских владара и улици Лава Толстоја. Такође се ту налази и споменик погинулим Јеврејима Пирота као и остаци јеврејског купатила.